# Gimnazjum rosyjskie w Brześciu nad Bugiem
Gimnazjum rosyjskie w Brześciu nad Bugiem (ros. Русская гимназия в Бресте на Буге) – rosyjska instytucja oświatowa w II Rzeczypospolitej.

## Historia
Gimnazjum zostało otworzone w 1919 r. Zajęcie Brześcia nad Bugiem przez wojska bolszewickie, nacierające na Warszawę, doprowadziło do zamknięcia szkoły. Po odzyskaniu miasta przez Wojsko Polskie w 1920 r., gimnazjum wznowiło działalność oświatową. Jednakże po kilku latach z powodu polityki narodowościowej władz II RP zagroziła mu likwidacja. W rezultacie w 1924 r. szkoła zaczęła działać jako placówka prywatna pod patronatem Rosyjskiego Stowarzyszenia Społecznego. Mieściła się w budynku przy ulicy Długiej 11. Głównym zadaniem brzeskiego gimnazjum było zapewnienie ochrony języka rosyjskiego i jego dostępu do jak największej liczby członków mniejszości rosyjskiej na Polesiu. W tym celu w gimnazjum nauczano przedmioty po rosyjsku, przede wszystkim rosyjską historię i literaturę. Jedynym wyjątkiem była nauka historii i geografii Polski. Przy gimnazjum powstała też rosyjska szkoła podstawowa, zaś w 1937 r. liceum. Brzeski ośrodek oświatowy stał się dla miejscowych Rosjan centrum życia kulturalnego. Organizowano wieczorki literackie, koncerty, przedstawienia teatralne, spotkania, wykłady i odczyty. Działały ponadto literacki, etnograficzny, historyczny, muzyczny i sportowy kręgi zainteresowań. Istniała biblioteka z czasopismami i publikacjami rosyjskimi w liczbie ok. 3 tys. tomów. Od początku działalności szkoły wydawano czasopismo literackie „Probleski”. Co roku w lutym były organizowane Puszkińskie Dni. W każde święto państwowe uczniowie gimnazjum urządzali przemarsz przez miasto z orkiestrą szkolną na czele, aby zademonstrować swoją obecność. Bardzo duży wpływ na działalność gimnazjum miało duchowieństwo prawosławne. W poł. lat 20. w gimnazjum miał miejsce konflikt rosyjsko-ukraiński związany z próbami części kadry nauczycielskiej wprowadzenia ukraińskiego jako języka nauczania. Większością głosów członków komitetu rodzicielskiego przegłosowano zwolnienie ze stanowiska dyrektora gimnazjum Timofieja K. Łosia. Na jego miejsce przyszedł Władimir W. Pietruczik, który wspierał ukraińskie dążenia narodowe. Rosjanom udało się jednak doprowadzić do wyboru nowego komitetu rodzicielskiego, w którym większość posiadali przeciwnicy ukrainizacji szkoły. W II poł. lat 30. wśród uczniów gimnazjum rozwijały się wpływy Narodowego Związku Pracujących (NTS). Rosyjskie szkoły w Brześciu nad Bugiem zostały zlikwidowane po ataku Armii Czerwonej na Polskę 17 września 1939 r.

## Dyrektorzy gimnazjum
- Timofiej K. Łoś
- Władimir W. Pietruczik
- Aleksiej N. Fiediaj
- Wasilij G. Truszynski
- Konstantin M. Rozienowicz

## Nauczyciele
- Mitrofan (Znosko-Borowski) – religia
- Jakow N. Kłoczko – śpiew
- Jelizawieta I. Czeczet – historia i literatura rosyjska
- Jewgienija W. Chmielewska – teatr
- Siergiej M. Sawaszynski – łacina i historia rosyjska
- Władimir W. Pietruczik – literatura i język rosyjski
- Ludmiła N. Żukowicz – matematyka
- Jekatierina S. Jerofiejewa – rysunek
- Nikanor N. Dugiel – matematyka
- Władimir N. Walenkow – nauki przyrodnicze